# Китайбель, Пауль
Пауль Китайбель (венг. Pál Kitaibel; 3 февраля 1757, Маттерсбург — 13 декабря 1817, Будапешт) — австрийский химик и ботаник.

## Биография
Профессор ботаники и медицины, директор ботанического сада в Пеште (ныне — Будапешт). Главные научные интересы Китайбеля были связаны с венгерской природой: он объездил всю Венгрию, собирая образцы растительности и минералов (коллекция Китайбеля легла в основу коллекции Венгерского национального музея). Итогом этих странствий стал выпущенный Китайбелем вместе с графом Францем Вальдштейном фундаментальный и замечательно иллюстрированный трехтомный труд «Описания и рисунки редких растений Венгрии» (лат. «Descriptiones et icones plantarum rariarum Hungariae», Вена, 1803—1812); собственно, томов должно было быть четыре, но завершающая фаза Наполеоновских войн сделала продолжение издания невозможным).
Как химик Китайбель был одним из первооткрывателей теллура, выделив его в 1786 г. из минерала верлита.
Изображен на почтовой марке Австрии 1992 года.

## Растения, названные в честь Китайбеля
В честь Китайбеля названа Китайбелия (Kitaibelia Willd.) — редкий, эндемичный для Юго-Восточной Европы род многолетних растений семейства мальвовых (один из видов — Kitaibelia balansae Boiss.)